# Veracruz (Copán)
Veracruzⓘ – gmina (municipio) w zachodnim Hondurasie, w departamencie Copán. W 2010 roku zamieszkana była przez ok. 3,2 tys. mieszkańców. Siedzibą administracyjną jest miejscowość Veracruz.

## Położenie
Gmina położona jest we wschodniej części departamentu. Graniczy z 4 gminami:
- Trinidad de Copán i San José od północy,
- Santa Rosa de Copán od wschodu i południa,
- Dolores od zachodu.

## Miejscowości
Według Narodowego Instytutu Statystycznego Hondurasu na terenie gminy położone były następujące wsie:
- Veracruz
- Agua Caliente
- El Triunfo
- San Antonio

Dodatkowo na terenie gminy położonych jest 15 przysiółków.

## Demografia
Według danych honduraskiego Narodowego Instytutu Statystycznego na rok 2010 struktura wiekowa i płciowa ludności w gminie przedstawiała się następująco:
| Wiek      | 0–3 | 4–6 | 7–12 | 13–17 | 18–24 | 25–64 | 65+ | razem |
| Veracruz  | 372 | 317 | 542  | 390   | 372   | 1 054 | 155 | 3 204 |
| Mężczyźni | 180 | 161 | 276  | 186   | 187   | 514   | 68  | 1 571 |
| Kobiety   | 193 | 156 | 267  | 204   | 186   | 540   | 87  | 1 632 |